# Projekt Icarus
Das Projekt Icarus ist eine Nachfolgestudie des Projektes Daedalus, das von der British Interplanetary Society und der Joint Tau Zero Foundation am 30. September 2009 initiiert wurde. Die Studie lief bis 2014 und sollte das Konzept für das interstellare unbemannte Raumschiff Daedalus überarbeiten. Ein Hauptaugenmerk galt dabei dem vorgeschlagenen Fusionsantrieb, dessen Technologiereife am Ende weiter gesteigert werden sollte.
Der Name des Projektes Icarus war an die griechische Mythologie angelehnt, nach der Ikarus „den Himmel berührte“, bevor er der Sonne zu nahekam und auf die Erde zurückfiel. Die Intention des Projektes war es, dass Icarus die Sterne „berühren“ sollte (Vorbeiflug an einem anderen Sternensystem).

## Hintergrund
Anreiz zur Überarbeitung des Konzepts Daedalus war die technologische Entwicklung der zuvor vergangenen 30 Jahre und die Veröffentlichung neuerer Antriebskonzeptstudien. Neben den technologischen Fortschritten bei der Fusion mittels magnetischen Einschlusses oder der Trägheitsfusion wurden seit Ende der 1990er Jahre zahlreiche extrasolare Planeten entdeckt. Aufgrund der bisherigen Entdeckungen sollte bei der Studie die Entfernung auf 12 Lichtjahre angehoben werden. Dies ermöglichte die Erforschung von 20 möglichen Kandidaten, unter anderem Epsilon Eridani und Tau Ceti.

## Rahmenbedingungen der Studie
Folgendes Vorhaben hatte sich die Studie gesetzt:
1. Entwicklung eines realistischen Konzeptes für eine potentielle Mission in den nächsten Jahrzehnten
2. Beurteilung des Technologiereifegrades von fusionsbasierten Weltraumantrieben und die Ermöglichung eines direkten Vergleichs zwischen Daedalus und Icarus
3. Generierung eines größeren Interesses zu interstellarer Raumfahrt

Folgende Randbedingungen wurden gesetzt:
1. Es soll ein unbemanntes Raumfahrzeug entworfen werden, das zur Erforschung eines nächstgelegenen Sternensystems dient
2. Das Raumfahrzeug soll aus bereits jetzt oder in naher Zukunft existierenden Technologien bestehen und baldmöglichst gestartet werden können (unter realistischen Annahmen)
3. Die Reisezeit soll so kurz wie möglich sein
4. Das Raumfahrzeug soll mehrere Ziele erreichen können
5. Der Antrieb soll fusionsbasiert sein
6. Das Raumfahrzeug soll die Fähigkeit zur Abbremsung besitzen, um die Dauer des Vorbeiflugs erhöhen zu können

## Sonstiges
Obwohl das (Haupt-)Antriebssystem des Raumfahrzeuges auf der Kernfusion basieren sollte, gab es Überlegungen, gewisse Missionsabschnitte oder eventuell auch Raumsonden mit Sonnensegeln auszustatten (sonnen- oder lasergestützt).